# David Myrie
David Andrew Myrie Medrano (Puerto Viejo, 1988. június 1. –) Costa Rica-i válogatott labdarúgó, jelenleg a Herediano játékosa.

## Fordítás
Ez a szócikk részben vagy egészben  a   David Myrie című angol Wikipédia-szócikk fordításán alapul.  Az eredeti cikk szerkesztőit annak laptörténete sorolja fel. Ez a jelzés csupán a megfogalmazás eredetét és a szerzői jogokat jelzi, nem szolgál a cikkben szereplő információk forrásmegjelöléseként.